# 阿列克谢·卡纳耶夫
阿列克谢·瓦列里安诺维奇·卡纳耶夫（羅馬化：Aleksey Valerianovich Kanayev；1971年9月30日—）是俄罗斯政治人物，第七届和第八届国家杜马代表。
1992年，他开始在切列波韦茨当地电视台担任编辑。1997年，他被任命为当地电视台“Channel-12”的总经理。与此同时，他还于2000年担任市频道“TV-7”和当地调频广播电台“Transmit”的负责人。2002年至2016年，他担任沃洛格达州立法议会代表。2016年，他当选为切列波韦茨选区第七届国家杜马代表。卡纳耶夫在国家杜马的第一个任期结束后，他因缺乏作为而受到当地报纸的严厉批评。2021年9月，他再次当选第八届国家杜马议员。

## 制裁
卡纳耶夫于2022年因俄乌战争而受到英国政府制裁。